# Erzeparchie Damaskus (Maroniten)
Die Erzeparchie Damaskus (lat.: Archieparchia Damascenus Maronitarum) ist eine in Syrien gelegene Erzeparchie der maronitischen Kirche mit Sitz in Damaskus. Die maronitische Kathedrale St. Antonius steht unweit vom Stadttor Bāb Tūmā (Thomastor) der Altstadt von Damaskus.

## Geschichte
Die Erzeparchie Damaskus wurde 1527 errichtet.

## Erzbischöfe der Erzeparchie Damaskus
- Stefano Gazeno, 1849–…
- Nomatalla Dahdah, 1872–…
- Paolo Massad, 1892–1919
- Bisciarah Riccardo Chémali, 1920–1927
- Jean El-Hage, 1928–1955
- Antoine Hamid Mourany, 1989–1999
- Raymond Eid, 1999–2006
- Samir Nassar, seit 2006